# Isabella Brant
Isabella Brant, född 1591 i Antwerpen, död 15 juli 1626 i Antwerpen, var Peter Paul Rubens första hustru. Hon satt modell för honom ett flertal gånger.
Brant var dotter till ämbetsmannen Jan Brant och Clara de Moy. Hon gifte sig med Rubens 1609 och paret fick tre barn. Isabella Brant avled i böldpest 1626.

## Bilder

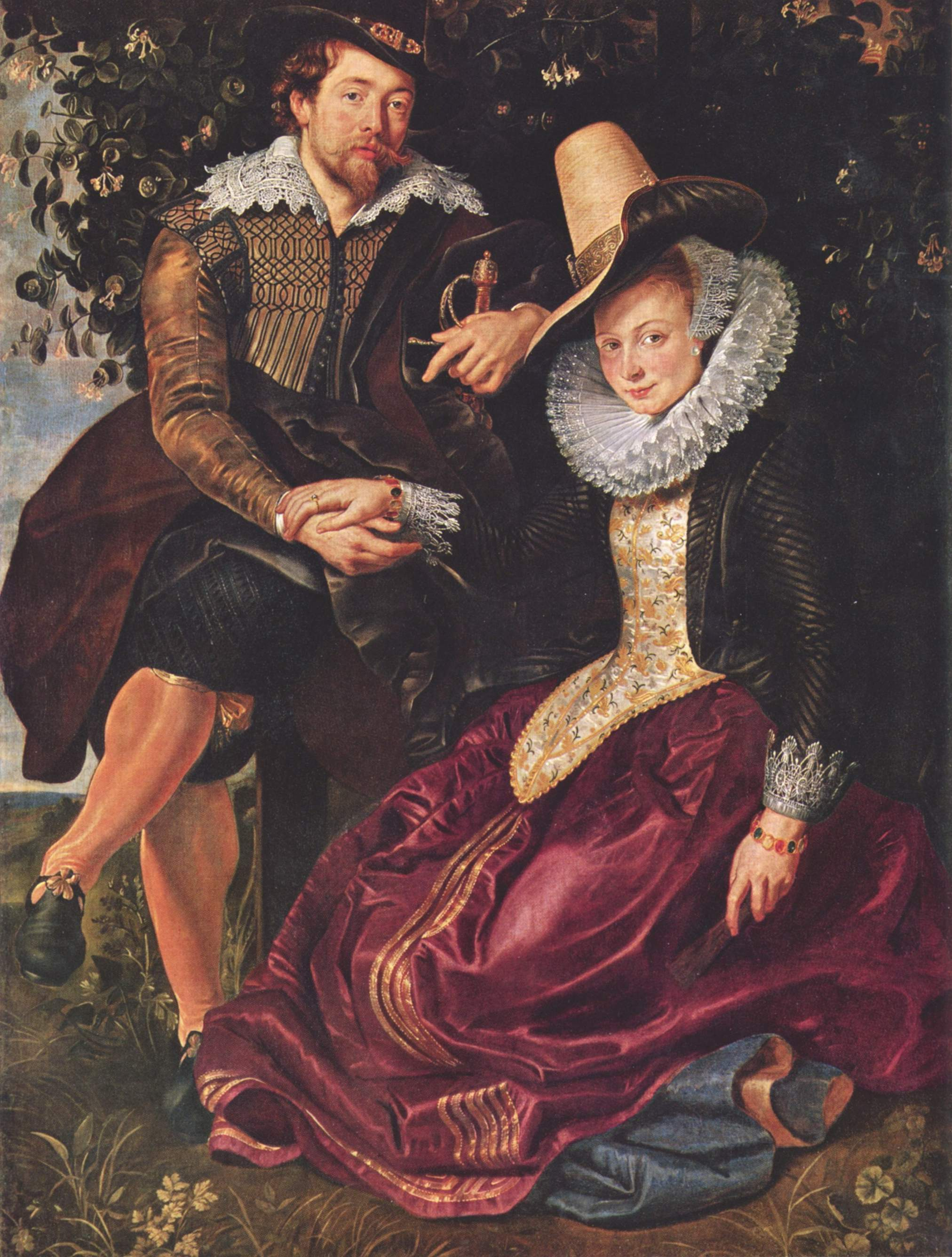
Rubens och Isabella Brant i kaprifolbersån från cirka 1609–1610, Alte Pinakothek.
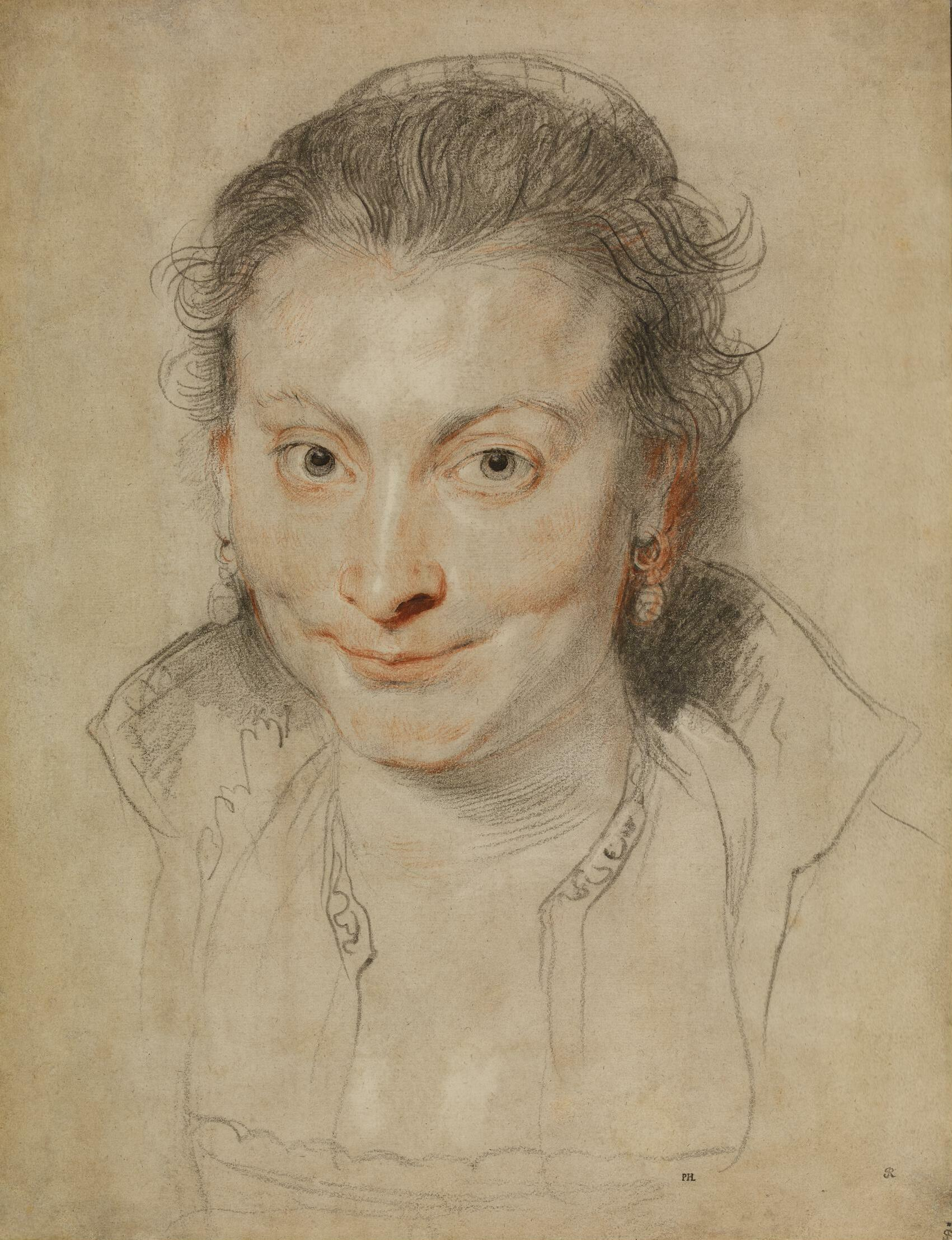
Porträtt (omkring 1621).